# Ragnarock City
Ragnarock City (ラグナロックシティ Ragunarokku Shiti) ist ein 2001 in Japan erstveröffentlichtes Manga-Album von Satoshi Urushihara, das eine für diese Literaturgattung untypische  Mischung aus Manga und Artbook darstellt. Alle Zeichnungen sind aufwendig koloriert und das Format ist nicht das für Manga übliche Taschenbuchformat, sondern Din A4. Ragnarock City ist ab 18 empfohlen.
In sechs sogenannten Szenen wird die Geschichte der jungen Rachel Shiori Guardian (レイチェル・栞・ガーディアン Reicheru Shiori Gādian) erzählt, die nach dem Tod ihrer Mutter nach Ragnarock City zieht.

## Handlung
Die junge Rachel Shiori Guardian zieht nach dem Tod ihrer Mutter nach Ragnarock City, eine von Mutanten, Cyborgs und normalen Menschen bevölkerte Stadt, die unter riesigen Kuppeln vor den verheerenden Nachwirkungen einer globalen Naturkatastrophe geschützt ist und in der Magie und hochmoderne Technik verschmelzen. Rachel stellt überrascht fest, dass die Bewohner von Ragnarock City mehr als offenherzig sind: Die Frauen tragen bevorzugt oben ohne, egal ob in der Freizeit, beim Sport oder während der Arbeit. Auch gleichgeschlechtliche Partnerschaften werden ausgelebt.
Nach einer gewissen Eingewöhnungszeit findet Rachel sich in der Stadt zurecht, findet Freundinnen und auch eine ältere Mitschülerin, zu der sie sich bald stark hingezogen fühlt. Gleichzeitig muss sie mit ihrer Abstammung umzugehen lernen, denn sie ist eine Geflügelte, ein mächtiges Mutantenwesen mit Feenflügeln und enormen mentalen Kräften, die sich in extremen Stresssituationen entfalten.

## Veröffentlichung
Die japanische Erstausgabe erschien 2001 bei Gakken. Auf Deutsch wurde der Manga 2004 vom Carlsen Verlag veröffentlicht. Die Übersetzung stammt von Jürgen Seebeck.